# Паньона
Паньона (італ. Pagnona) — муніципалітет в Італії, у регіоні Ломбардія, провінція Лекко.
Паньона розташована на відстані близько 530 км на північний захід від Рима, 70 км на північ від Мілана, 25 км на північ від Лекко.
Населення — 386 осіб (2014).
Щорічний фестиваль відбувається 13 грудня - Santa Lucia. Покровитель — Андрій Первозваний.

## Демографія
Населення за роками:

Станом на 1 січня 2023 року в муніципалітеті іноземці офіційно не проживали.

## Сусідні муніципалітети
- Казарго
- Коліко
- Делебіо
- П'янтедо
- Премана
- Тременіко